# Venus del mirall
La Venus del mirall és un quadre del pintor espanyol Diego Velázquez. Actualment es troba a la National Gallery de Londres, on se l'exhibeix com The Toilet of Venus o The Rokeby Venus. El sobrenom «Rokeby» prové que durant tot el segle xix estava al Rokeby Hall de Yorkshire. Anteriorment va pertànyer a la Casa d'Alba i a Godoy, època en què segurament es conservava al Palau de Buenavista de Madrid.
Durant la Guerra del Francès, el quadre va ser robat per soldats francesos del palau de Godoy, en el marc de l'espoli artístic, i va passar per mans de George Augustus Wallis, pintor britànic, que treballava a Espanya com a agent de William Buchanan, un important marxant d'art, que porta la pintura a Anglaterra el 1813.
L'obra, pintada segurament durant la seva estada a Itàlia (1649-1651), representa la deessa Venus en una pose eròtica, tombada sobre un llit i mirant en un mirall que sosté el déu de l'amor sensual, el seu fill Cupido. Es tracta d'un tema mitològic a què Velázquez, com és usual en ell, dona tracte mundà. No tracta la figura com a una deessa sinó, simplement, com a una dona. Aquesta vegada, tanmateix, prescindeix del toc irònic que empra amb Bacus, Mart o Vulcà.